# Североамериканское чемпионство NXT среди женщин
Североамериканское чемпионство NXT среди женщин (англ. NXT Women’s North American Championship) — это титул чемпиона, созданный и продвигаемый американским рестлинг-промоушном WWE на бренде NXT в матчах среди женщин. Титул был представлен 6 апреля 2024 года, он является вторичным титулом для женщин в NXT и первым вторичным титулом среди женщин в истории компании.

## История
На шоу Stand & Deliver, 6 апреля 2024 года на недели WrestleMania, был представлено североамериканское чемпионство NXT среди женщин. Генеральный менеджер NXT Ава, объявила о создании первого и пока единственного вторичного чемпионства среди женщин в истории компании.

## Дизайн
Пояс почти идентичен своему мужскому аналогу, хотя и на меньшем белом ремешке и имеет красный фон вместо чёрного, а также небольшой баннер с надписью «Женский» прямо над баннером «Североамериканский» на его основной пластине. Как и все другие чемпионские пояса WWE, две боковые пластины имеют съемную центральную секцию, которую можно настраивать с помощью логотипов чемпиона; стандартные боковые пластины имеют горизонтальный логотип NXT,и они всегда меняются когда меняется чемпион владеющий титулом.

## Действующая чемпионка
На 20 марта 2025 года действующий чемпион — Келани Джордан.
| № | Рестлер        | Фото | Дата             | Статистика | Статистика | Город             | Шоу                 | Примечания                                                                | Ссылки |
| № | Рестлер        | Фото | Дата             | К.Ч.       | Дней       | Город             | Шоу                 | Примечания                                                                | Ссылки |
| - | -------------- | ---- | ---------------- | ---------- | ---------- | ----------------- | ------------------- | ------------------------------------------------------------------------- | ------ |
| 1 | Келани Джордан |      | 9 июля 2024 года | 1          | 284+       | Энтерпрайз Невада | NXT Stand & Deliver | Победила в лестнечном матче с шестью женщинами и стала первой чемпионкой. |        |